# Guillermo Subercaseaux
Ramón Guillermo del Carmen Subercaseaux Pérez (Santiago, 14 de abril de 1872-Santiago, 6 de marzo de 1959) fue un político e ingeniero chileno.

## Primeros años de vida
Fue hijo de Antonio Subercaseaux Vicuña y de Gertrudis Pérez y Flórez, hija del presidente José Joaquín Pérez Mascayano. Cursó Humanidades en el Colegio San Ignacio. Matemáticas en el Instituto Nacional y posteriormente obtuvo el título de ingeniero civil (1894) por la Universidad de Chile. Se dedicó a su profesión los primeros años, hasta ingresar a la política, en el Partido Conservador. 

### Matrimonio e hijos
Se casó con Mercedes Rivas Ramírez y tuvieron dos hijos.

## Labor de economista
En 1907 fue ministro de Hacienda, donde puso a prueba su talento y discreción política. Publicó diversos trabajos sobre economía política; colaboró en diversas revistas de economía política de Alemania, Bélgica, Francia y Estados Unidos. 
Durante el Congreso Científico de Santiago (1908), se hizo notar por la brillantez de su trabajo sobre el papel moneda bajo su aspecto histórico y económico monetario. 
En 1915, junto con Alberto Edwards Vives y Francisco Antonio Encina Armanet, fue cofundador del Partido Nacionalista.

## Labor parlamentaria
Diputado por San Carlos (1915-1918). En la oportunidad integró la Comisión permanente de Hacienda y Agricultura. Fue miembro de la Comisión de Legislación Bancaria, donde presentó el Proyecto de Caja de Conversión. 
Fue nuevamente ministro de Hacienda (1919-1920); en esta gestión ministerial fue cuando desarrolló toda su capacidad innovadora y todo su pensamiento de economista. Ocupó la cartera de Hacienda por tercera vez en 1923-1924.
Senador por la provincia de Ñuble para el período 1924-1930. Miembro de la Comisión permanente de Hacienda y Empréstitos Municipales. Sin embargo el Congreso fue clausurado el 11 de septiembre de 1924 por Decreto de la Junta de Gobierno, dejando inconcluso su período parlamentario.

## Otras actividades
Entre otras actividades, fue director de la Sociedad Explotadora de Tierra del Fuego; uno de los fundadores del Banco Central de Chile y presidente del mismo (1933), así como del Instituto de Estudios Bancarios (1934), que hoy lleva su nombre.
Miembro de la Sociedad Belga de Estudios y Expansión de Lieja; miembro de la Alta Comisión Financiera Panamericana; miembro de la Academy of Political Science de Nueva York; miembro del Instituto de Ingenieros de Chile; miembro del Consejo Económico de la Sociedad de las Naciones; socio del Club de la Unión y miembro honorario de la Sociedad de Fomento Fabril (SOFOFA).
Perteneció además a la Facultad de Leyes del Consejo de Instrucción Pública y a diversas sociedades científicas especializadas en asuntos económicos, como la «Société d’Economie Politique» de París y la «American Economic Asociation» de Estados Unidos.